# A Child's Remorse
A Child's Remorse è un cortometraggio muto del 1912 diretto da D.W. Griffith.

## Produzione
Il film fu prodotto dalla Biograph Company. Venne girato a New York.

## Distribuzione
Distribuito dalla General Film Company, il film - un cortometraggio di una bobina - uscì nelle sale cinematografiche USA l'8 agosto 1912. Il 6 ottobre dello stesso anno venne distribuito nel Regno Unito dalla Moving Pictures Sales Agency.
Non si conoscono copie ancora esistenti della pellicola che viene considerata presumibilmente perduta.